# Stichoneuron membranaceum
Stichoneuron membranaceum là một loài thực vật có hoa trong họ Stemonaceae. Loài này được Hook.f. miêu tả khoa học đầu tiên năm 1892.